# آماده (آلبوم چندآهنگه ویکتون)
آماده (انگلیسی: Ready) دومین آلبوم چندآهنگه از گروه پسرانۀ اهل کره جنوبی ویکتون است که در ۲ مارس ۲۰۱۷ با تک‌آهنگ اصلی «چشم چشم» توسط پلی ام منتشر و توسط کاکائو انترتینمنت توزیع شد.